# Santiago Fernández y González Barriga
Santiago Fernández y González Barriga (* 1768 in Concepción; † 1847 ebenda) war ein chilenischer Politiker. Im August 1823 amtierte er als Mitglied der Junta de Diputados für drei Wochen als Staatsoberhaupt seines Landes.
Die Quellenlage über Fernández ist dürftig. Nach dem Sturz von Bernardo O’Higgins als Director Supremo Chiles, ergriff im Sommer 1823 der liberale Föderalist Ramón Freire y Serrano die Macht. Zum Zeichen, welche Bedeutung die selbstständigen Provinzen haben sollten, berief Freire am 13. August 1823 eine Junta de Diputados an die Macht, mit je einem Vertreter der chilenischen Provinzen: Mariano Egaña Fabres für Santiago de Chile, Diego José Benavente y García de Bustamante für Concepción und eben Fernández. Bereits nach drei Wochen, am 2. September, berief er die Junta wieder ab und übernahm selbst als Director Supremo das Amt des Staatsoberhauptes.
Über den weiteren Lebensweg von Santiago Fernández y González Barriga schweigen sich die Geschichtsbücher aus, im Gegensatz zum Lebenslauf seiner beiden Junta-Kollegen.
Siehe auch: Geschichte Chiles.